# Sicya medangula
Sicya medangula là một loài bướm đêm trong họ Geometridae.